# Janssons frestelse

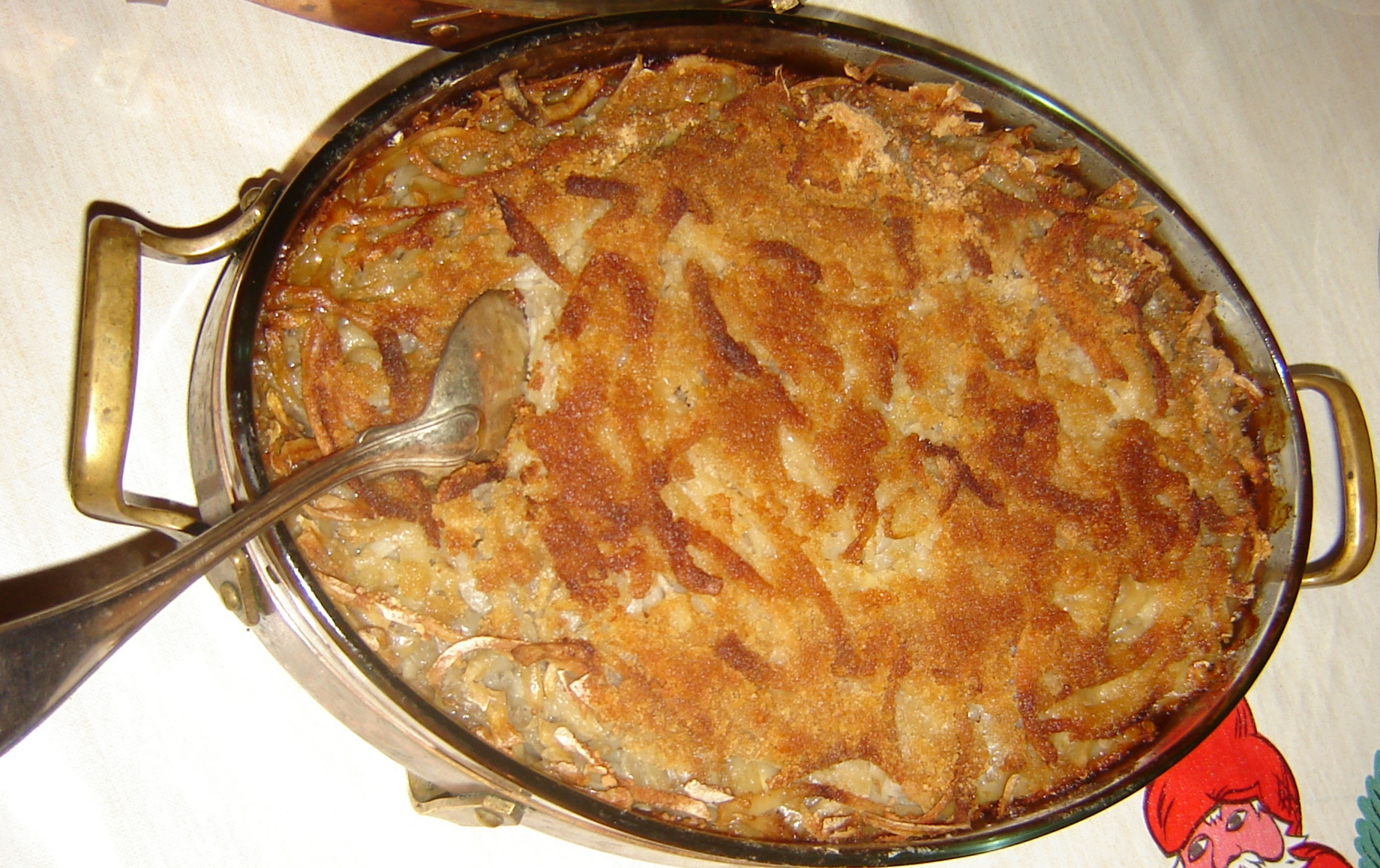
Janssons frestelse.

Janssons frestelse (significando tentação de Jansson, em sueco) é um prato tradicional da culinária da Suécia. É também popular na Finlândia, onde é conhecido como Janssoninkiusaus, com o mesmo significado em finlandês.
É preparado com anchovas, cujo sabor forte salgado é atenuado pelo paladar mais suave das batatas. Pode incluir ainda cebola, manteiga, natas e pão ralado.
As batatas são cortadas em palitos finos e colocadas juntamente com as anchovas e as cebolas em camadas num recipiente próprio para ir ao forno. O preparado é depois regado com natas e vai ao forno.
É frequentemente servido com cerveja fresca. Constitui uma presença habitual na mesa de Natal sueca, embora também possa ser consumido noutras ocasiões.